# JPEG XL
JPEG XL je rastrový grafický formát se ztrátovou i bezeztrátovou kompresí, soubory mají příponu .jxl. Byl navržen, aby výrazně překonal existující rastrové formáty a mohl se stát jejich univerzální náhradou. Komise JPEG na něm zahájila práci v roce 2017 a k dokončení standardizace pod označením ISO/IEC 18181 došlo v letech 2021–2022. Od roku 2023 je JPEG XL podporován firmou Apple v prohlížeči Safari v systémech MacOS a iOS.
Na konci roku 2022 byla podpora JPEG XL odstraněna z prohlížeče Google Chrome, Chromium a Microsoft Edge ve prospěch formátu AVIF.

## Název
JPEG znamená Joint Photographic Experts Group, tj. tvůrce formátu.
- X je součástí názvů standardů JPEG od roku 2000
- L pochází z anglického Long-term (česky dlouhodobý), protože cílem formátu je nahradit původní formát JPEG a vydržet taky tak dlouho.[8]

Zajímavost: Příponu jxl lze snadno upravit do podoby ambigramu.

## Autoři
Hlavní autoři: Jyrki Alakuijala, Jon Sneyers, Luca Versari
Ostatní přispěvatelé: Sami Boukortt, Alex Deymo, Moritz Firsching, Thomas Fischbacher, Eugene Kliuchnikov, Robert Obryk, Alexander Rhatushnyak, Zoltan Szabadka, Lode Vandevenne, Jan Wassenberg

## Historie
- 11/2017 – komise JPEG zahájila práci na JPEG XL zveřejněním konceptu výzvy k předkládání návrhů (Call for Proposals, CfP)[4]
- 10/2018 – předloženo 7 návrhů
- 1/2019 – vybrána kombinace návrhů PIK (Google) a FUIF (Cloudinary)
- 4/2019 – u ISO zahájen nový projekt (New Project, NP) standardu
- 7/2020 – schválen návrh mezinárodního standardu (Draft International Standard, DIS)
- 12/2020 – zmrazení formátu (verze 0.2 referenční implementace)[10]
- 1/2021 – konečný návrh mezinárodního standardu (Final Draft International Standard, FDIS) podán k hlasování
- 2021 až 2022 – začlenění podpory do prohlížeče Google Chrome a dalších
- 2/2023 – odstranění podpory JPEG XL z prohlížeče Google Chrome, Chromium a Microsoft Edge verze 110[11]

## Vlastnosti
JPEG XL má následující vlastnosti:
- výrazně lepší komprese než u existujících formátů
  - ztrátová: asi o 60 % menší soubory než původní JPEG při stejné vizuální kvalitě
  - bezeztrátová: asi o 35–50 % menší soubory než PNG
- bezeztrátový převod mezi JPEG a JPEG XL – Převodem do JXL se velikost souboru zmenší asi o 20 %. Klientům, které zatím JXL nepodporují, budou servery stále posílat formát JPEG, do kterého obrázek převedou z JXL těsně před přenosem (týká se i obrázků, které nebyly převedené z formátu JPEG). Tento přístup usnadní přechod na JPEG XL.
- vysoká rychlost zápisu (15 MP/s na jednom jádru) a čtení (30 MP/s na jednom jádru), paralelizace
- prokládání s podporou responzivního web designu a možností ukládání od prostředka (kde bývá nejdůležitější část obrázku) k okrajům
- plně automatické ukládání – uživatel volí jen vizuální cílovou kvalitu
- velmi velké obrázky (až 1 073 741 823 × 1 073 741 823 pixelů)
- vysoká barevná hloubka (až 32 bitů na kanál)
- alfa kanály
- sekvenční snímky
- animace
- 360stupňové obrázky
- vrstvy
- hloubkové mapy
- široký gamut a HDR
- relativně jednoduchá specifikace (méně než 100 stran)
- svobodná a otevřená referenční implementace s bezplatnou licencí

## Technické detaily

architektura kodeku JPEG XL

## Software

### Referenční implementace
Referenční implementací je libjxl. Obsahuje mj.:
- kodér cjxl
- dekodér djxl
- nástroj pro zobrazení informací o obrazech JXL jxlinfo
- nástroj na porovnávání rychlosti a kvality obrazových kodeků benchmark_xl
- plugin pro GIMP file-jxl

### Oficiální podpora
- Safari[6][14] – webový prohlížeč (podpora na macOS a iOS od verze 17)
- GIMP[15] – rastrový grafický editor
- Zoner Photo Studio[16] – editor a správce fotografií a videí
- ImageMagick[17] – balík nástrojů pro práci s rastrovými obrázky
- XnView MP[18] – prohlížeč a editor rastrové grafiky
- FFmpeg[19] – multimediální framework
- ImageGlass[20] – prohlížeč grafiky pro Windows
- ExifTool[21] – nástroj pro editaci metadat
- MConverter[22] – online konvertor médií
- Squoosh[23] – konvertor grafiky založený na WebAssembly
- gThumb[24] – prohlížeč obrázků pro Linux
- OpenMandriva ROME[25] – operační systém

### Neoficiální podpora
- Microsoft Windows: jxl-winthumb[26] – zobrazování náhledů JXL v Průzkumníku souborů a zobrazování JXL pomocí WIC (tj. např. v Prohlížeči fotografií)
- macOS: JXLook[27] – prohlížeč a plugin
- aplikace založené na Qt a KDE: qt-jpegxl-image-plugin[28] – plugin

### Předběžná podpora
- Firefox[29] – webový prohlížeč (funkcionalita je dostupná pro testování ve Firefoxu Nightly od verze 90 a pouze po manuálním zapnutí)

### Ukončená podpora
- Chromium[30][6] a odvozené webové prohlížeče (funkcionalita byla dostupná po omezený čas, ve všech případech pouze po manuálním zapnutí):
  - Google Chrome ve verzích 91–109
  - Microsoft Edge ve verzích 91–109
  - Opera ve verzích 77–95

## Stav standardizace
| Název   | Část   | Datum prvního vydání | Číslo ISO/IEC   | Formální název                                            |
| ------- | ------ | -------------------- | --------------- | --------------------------------------------------------- |
| JPEG XL | Part 1 | 30. března 2022      | ISO/IEC 18181-1 | JPEG XL Image Coding System — Part 1: Core coding system  |
| JPEG XL | Part 2 | 13. října 2021       | ISO/IEC 18181-2 | JPEG XL Image Coding System — Part 2: File format         |
| JPEG XL | Part 3 | 3. října 2022        | ISO/IEC 18181-3 | JPEG XL Image Coding System — Part 3: Conformance testing |
| JPEG XL | Part 4 | 5. srpna 2022        | ISO/IEC 18181-4 | JPEG XL Image Coding System — Part 4: Reference software  |